# بومادران
بومادران (نام علمی: Achillea) نام یک سرده از تیره کاسنیان است.

## گونه‌ها
سردهٔ بومادران گونه‌های متعددی دارد. گونه‌ای از آن با (نام علمی: achillea wilhelmsii) با گل های زرد در بیشتر نواحی ایران از جمله مرکز یافت می‌شود.
- بومادران آبروتانویدس Achillea abrotanoides
- بومادران ساده‌برگ Achillea erba-rotta
- بومادران سرخسی Achillea filipendulina
- بومادران سیبریایی Achillea alpina
- بومادران سیمین Achillea clavennae
- بومادران شیرازی Achillea eriophora
- بومادران عطسه‌آور Achillea ptarmica
- بومادران مشکی Achillea atrata
- بومادران مصری Achillea aegyptiaca
- بومادران معمولی Achillea millefolium
- بومادران نانسی Achillea ageratum
- بومادران شریف Achillea nobilis
- بومادران یونانی Achillea ageratifolia

## نگارخانه

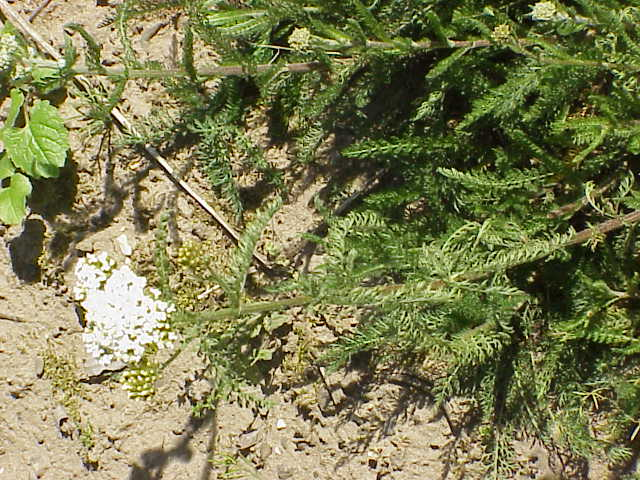
Achillea asplenifolia
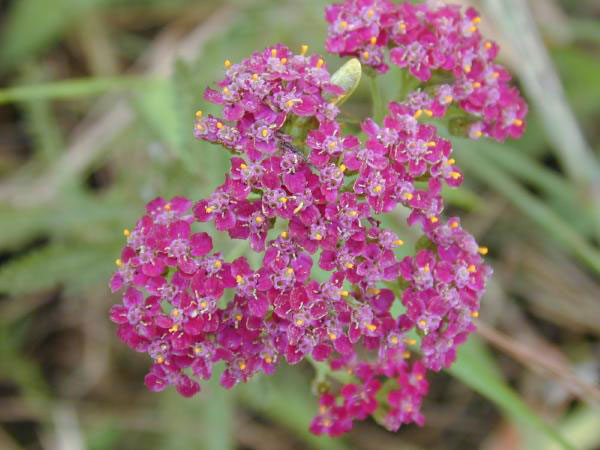
بومادران معمولی
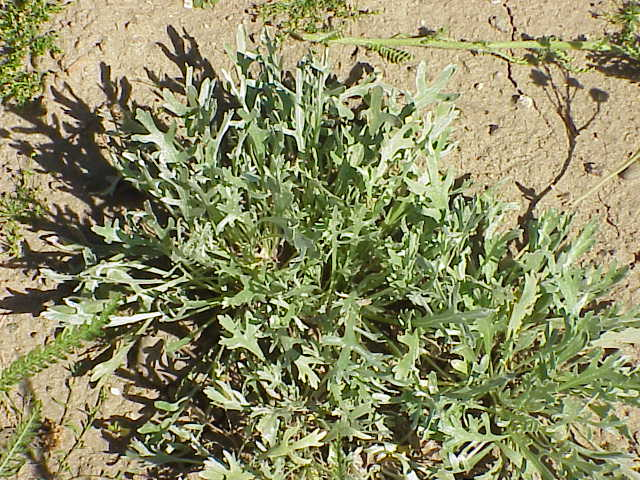
Silvery Yarrow (Achillea clavenae)
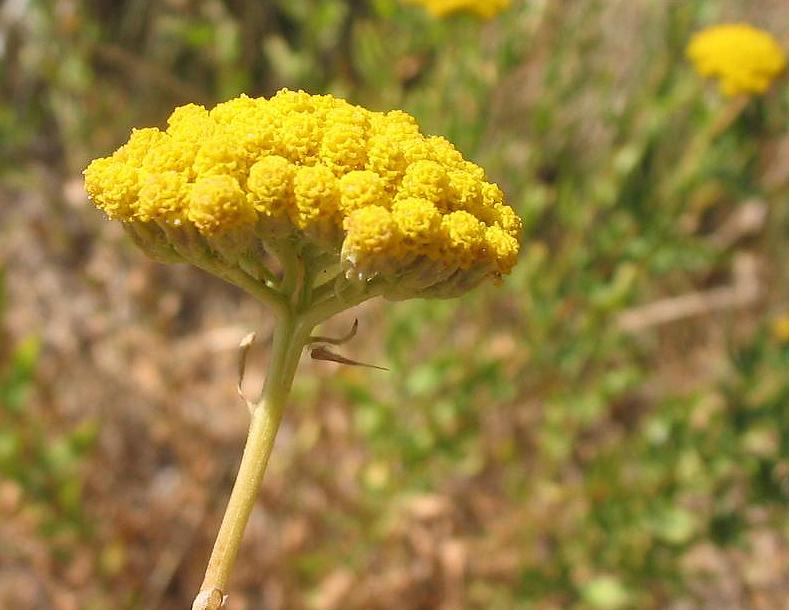
بومادران نانسی
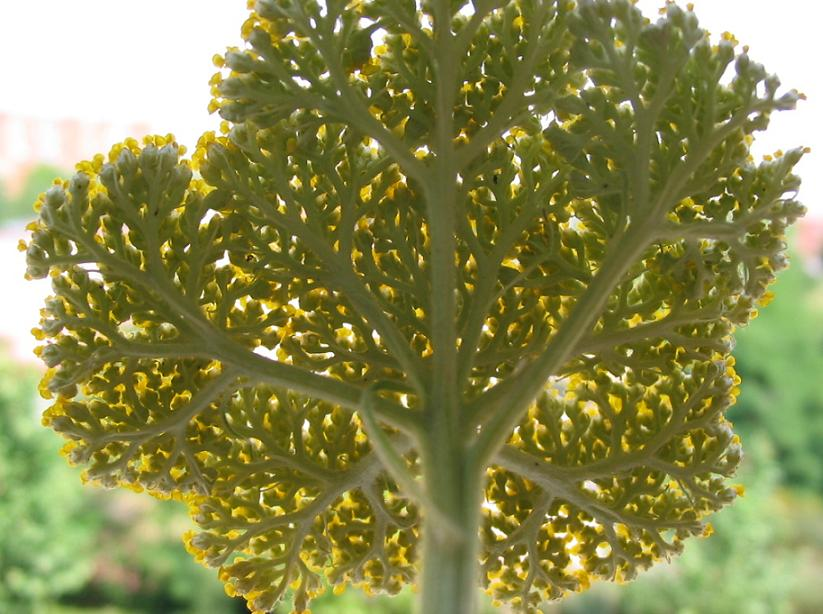
بومادران سرخسی
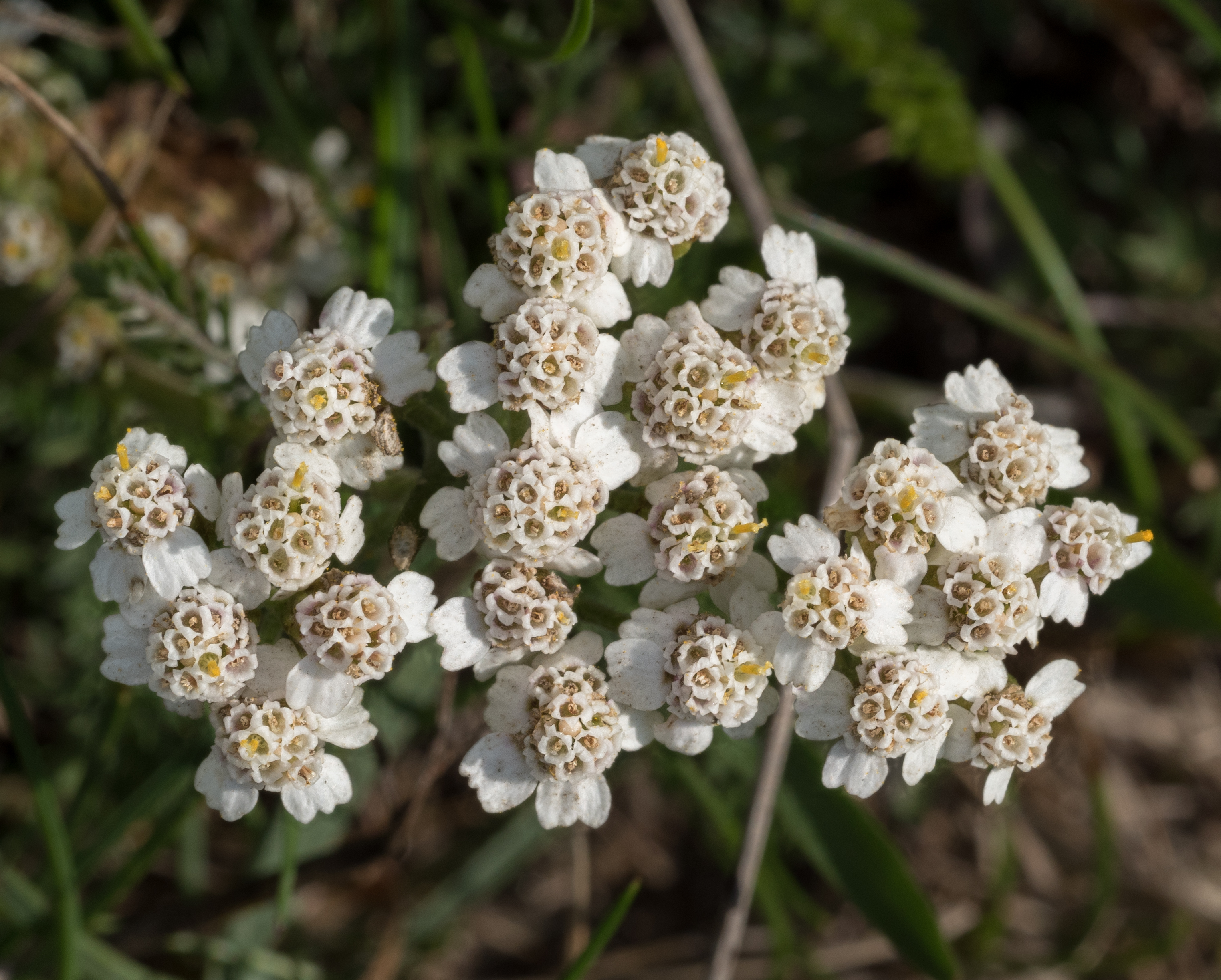
Macro image of Yarrow in Sweden
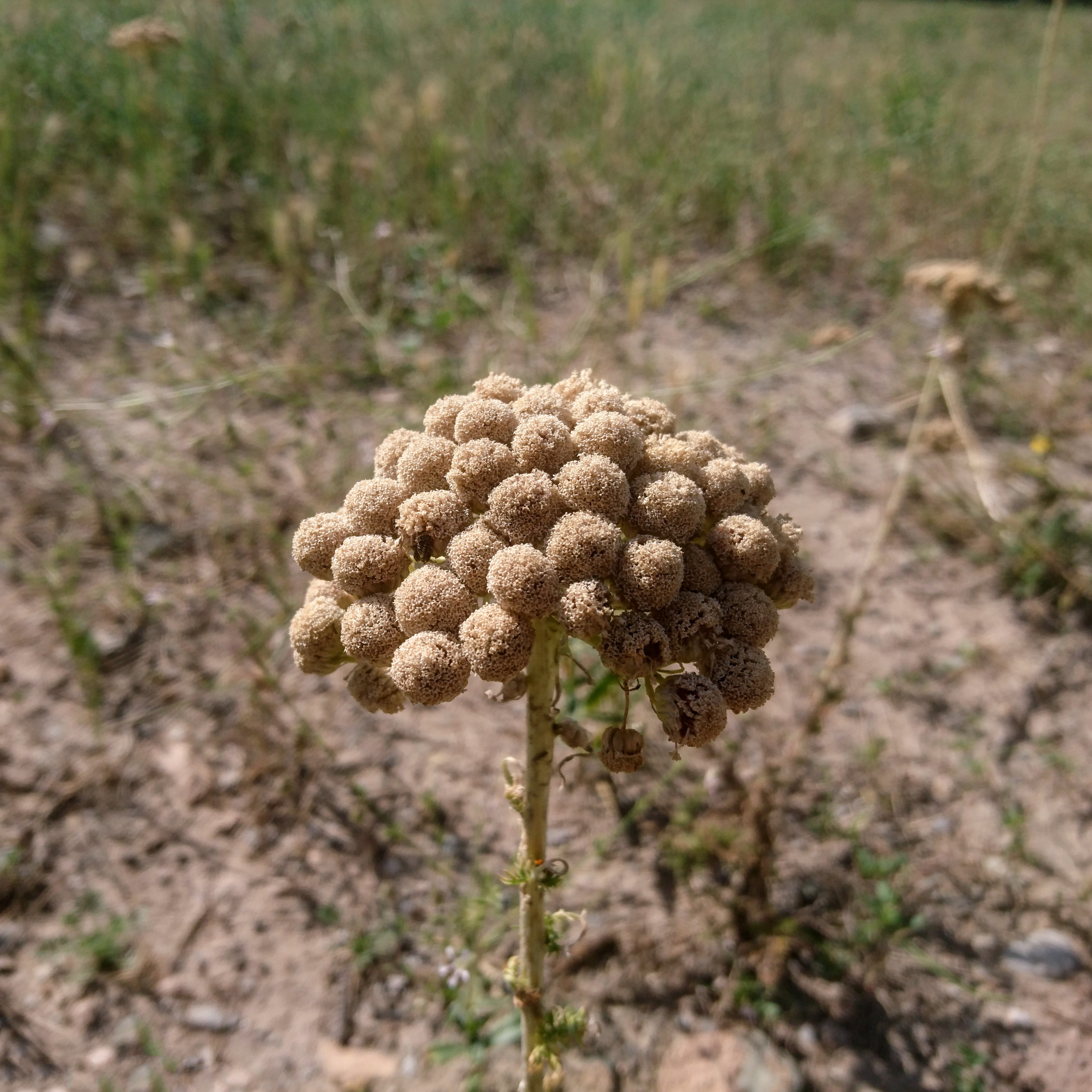
گل آذین بومادران آماده جمع آوری بذر
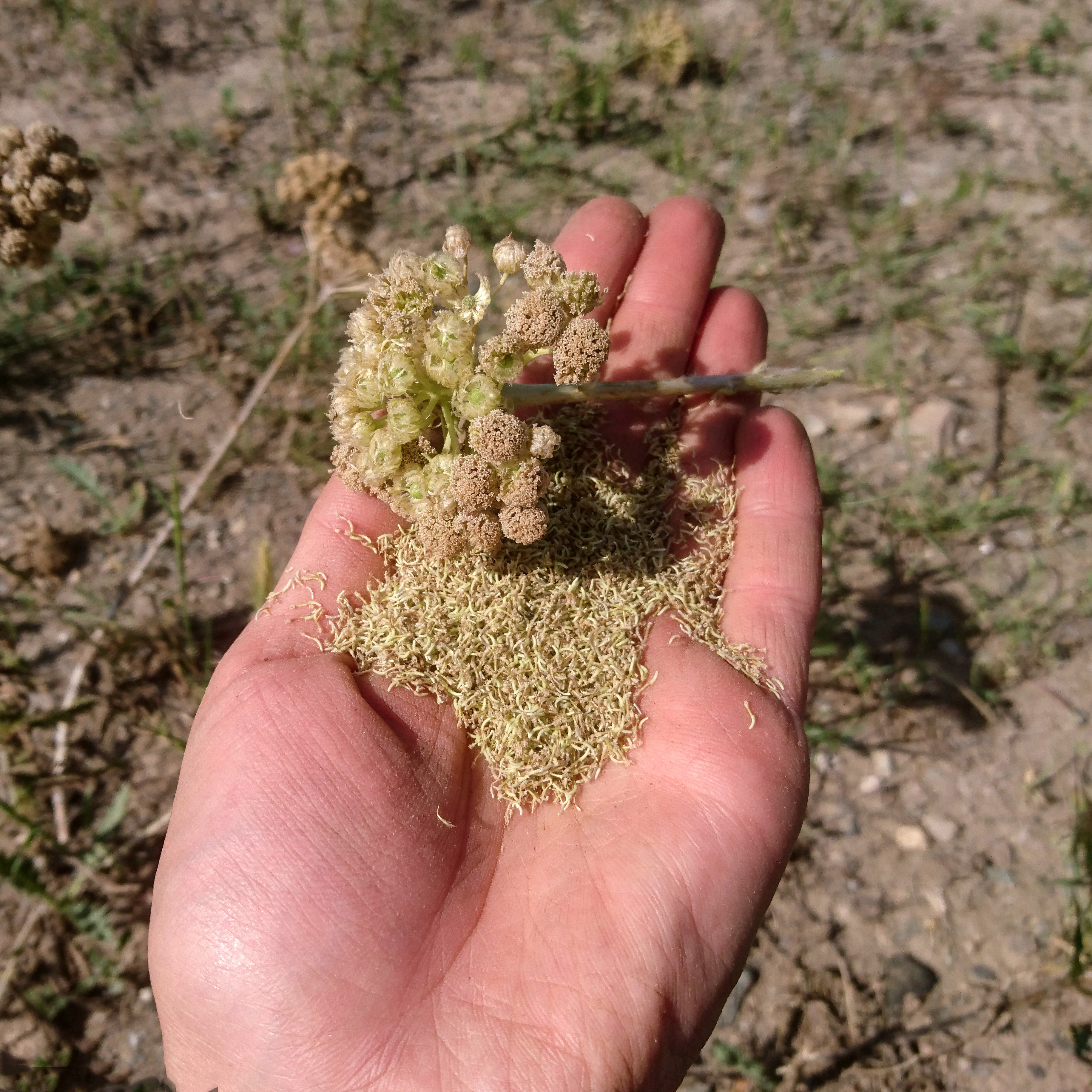
بذر های بومادران
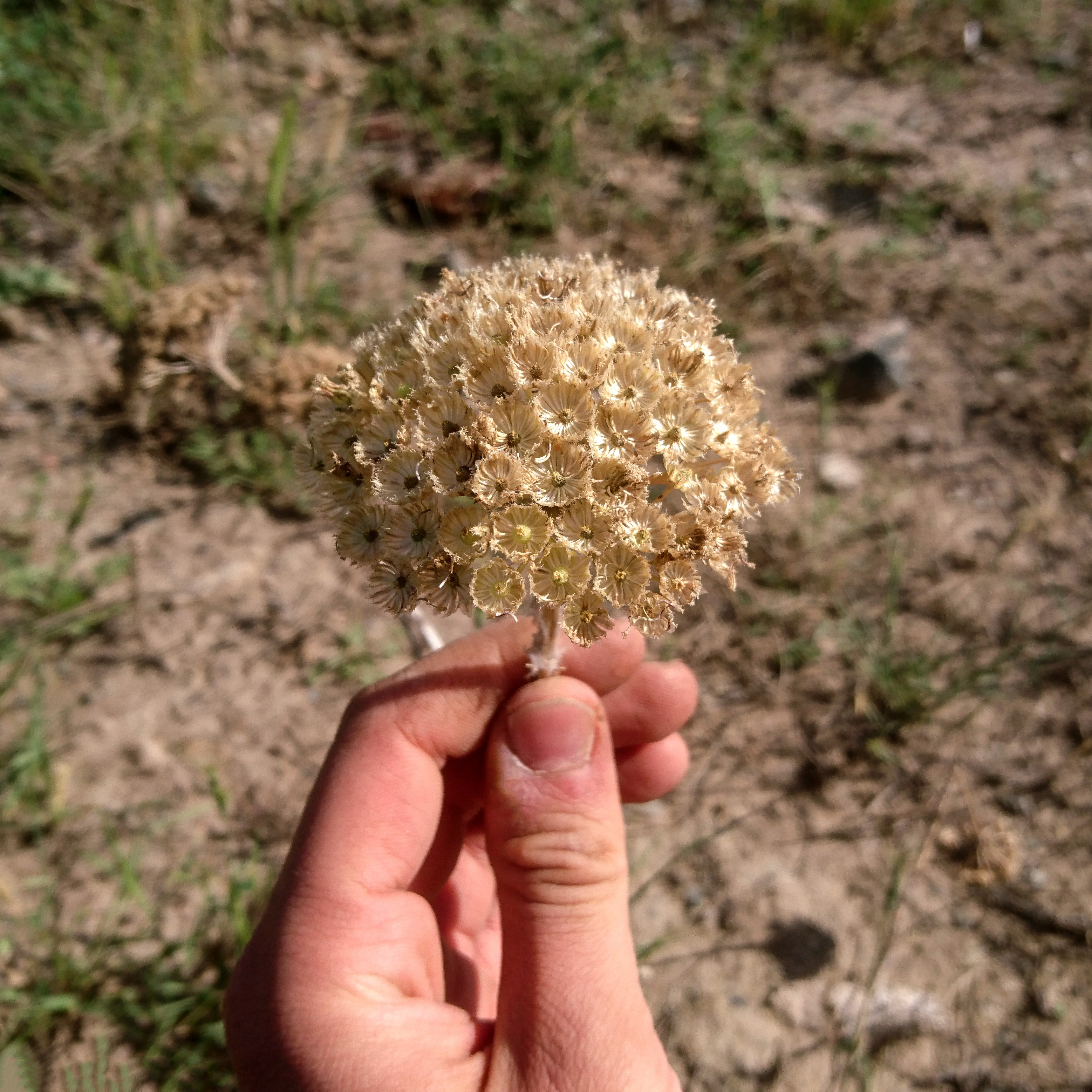
گل آذین بومادران پس از ریزش بذرها
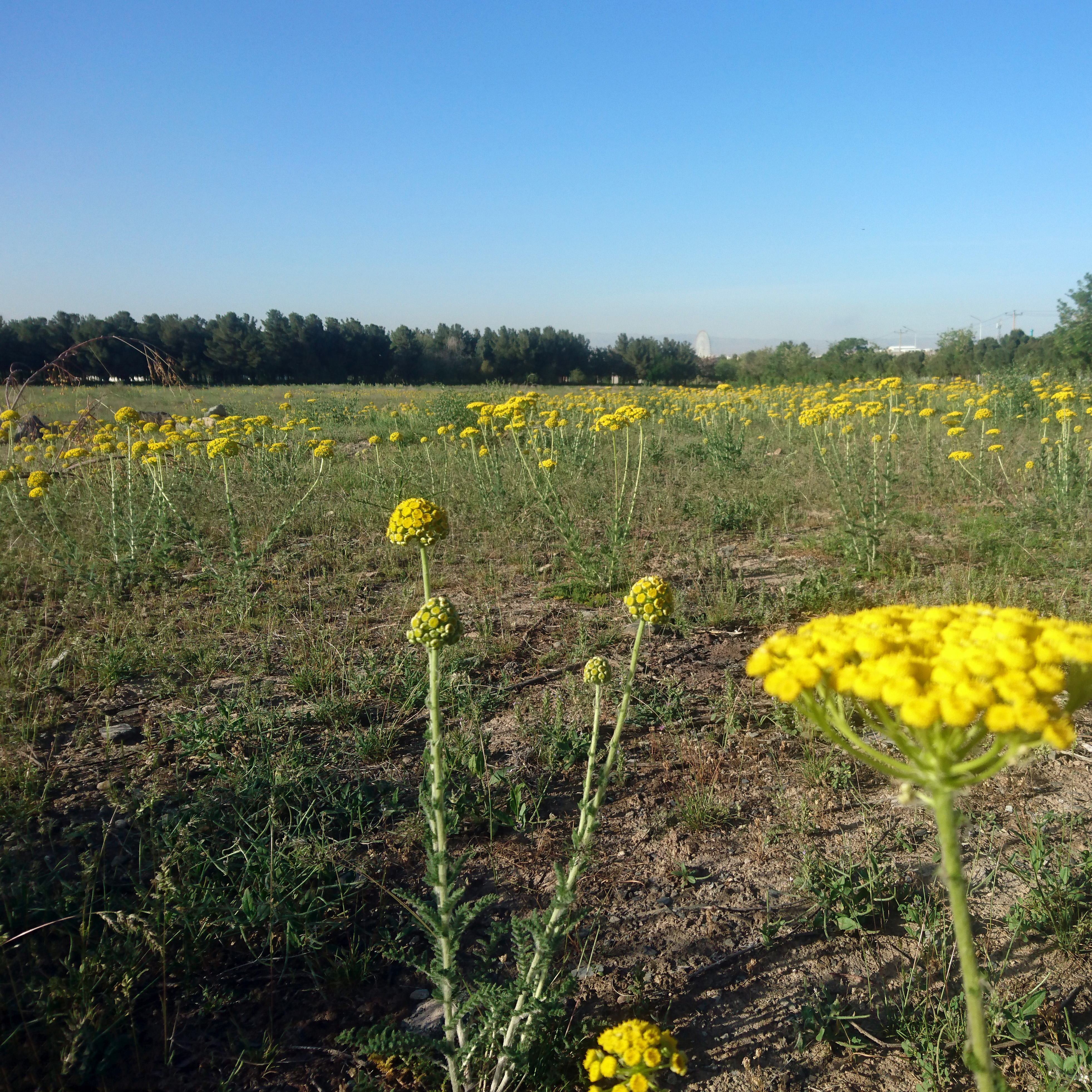
رویش بومادران به صورت خودرو